# Malmedy
Malmedy (Måmdey en való) és un municipi belga de la província de Lieja a la regió valona. A principis del 2008 tenia 11.943 habitants.
Tot i ser un municipi francòfon compta amb un règim de facilitats lingüístiques pels seus habitants germanòfons.
Malmedy està situat a la confluència dels rius Warche i Warchenne.

## Història

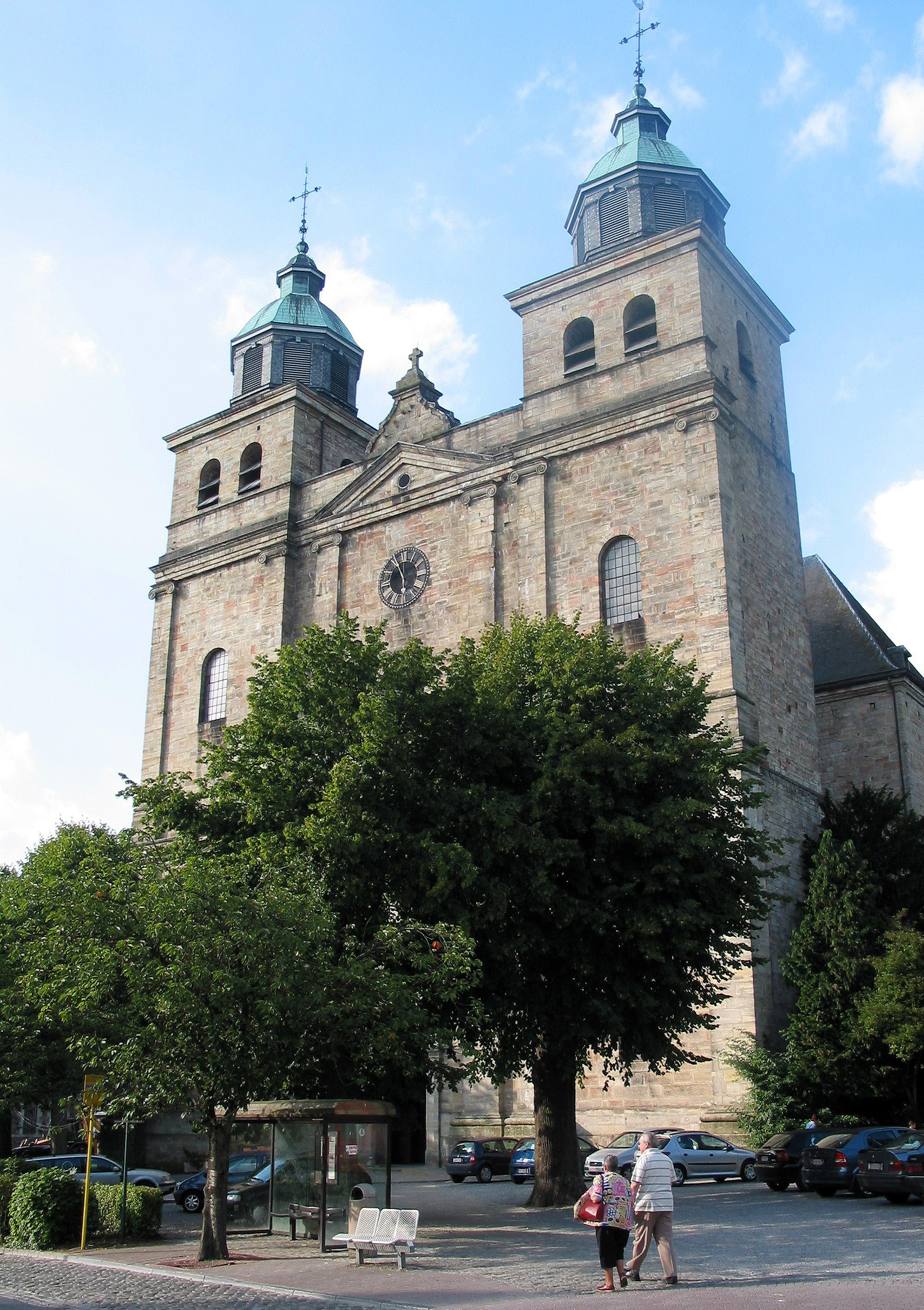
Catedral de Malmedy

La vila va ser fundada cap a l'any 648, per sant Remacle, prior de l'abadia de Solignac. Entre la seva fundació i l'any 1794, Malmedy i Stavelot mantingueren una història comuna formant el principat de Stavelot-Malmedy, un estat independent fins que l'any 1795 passaren a formar part del departament de l'Ourte, dintre de la França napoleònica.
Entre el 1815 i el 1919 passà a ser un territori de Prússia. Va ser després de la Primera guerra mundial que Malmedy, a través del Tractat de Versalles i per mitjà de referèndum, va passar a ser una vila belga. És un dels municipis dels Cantons de l'Est incorporats a Bèlgica el 1925. Del 1920 al 1925 va ser la seu del bisbat d'Eupen-Malmedy.

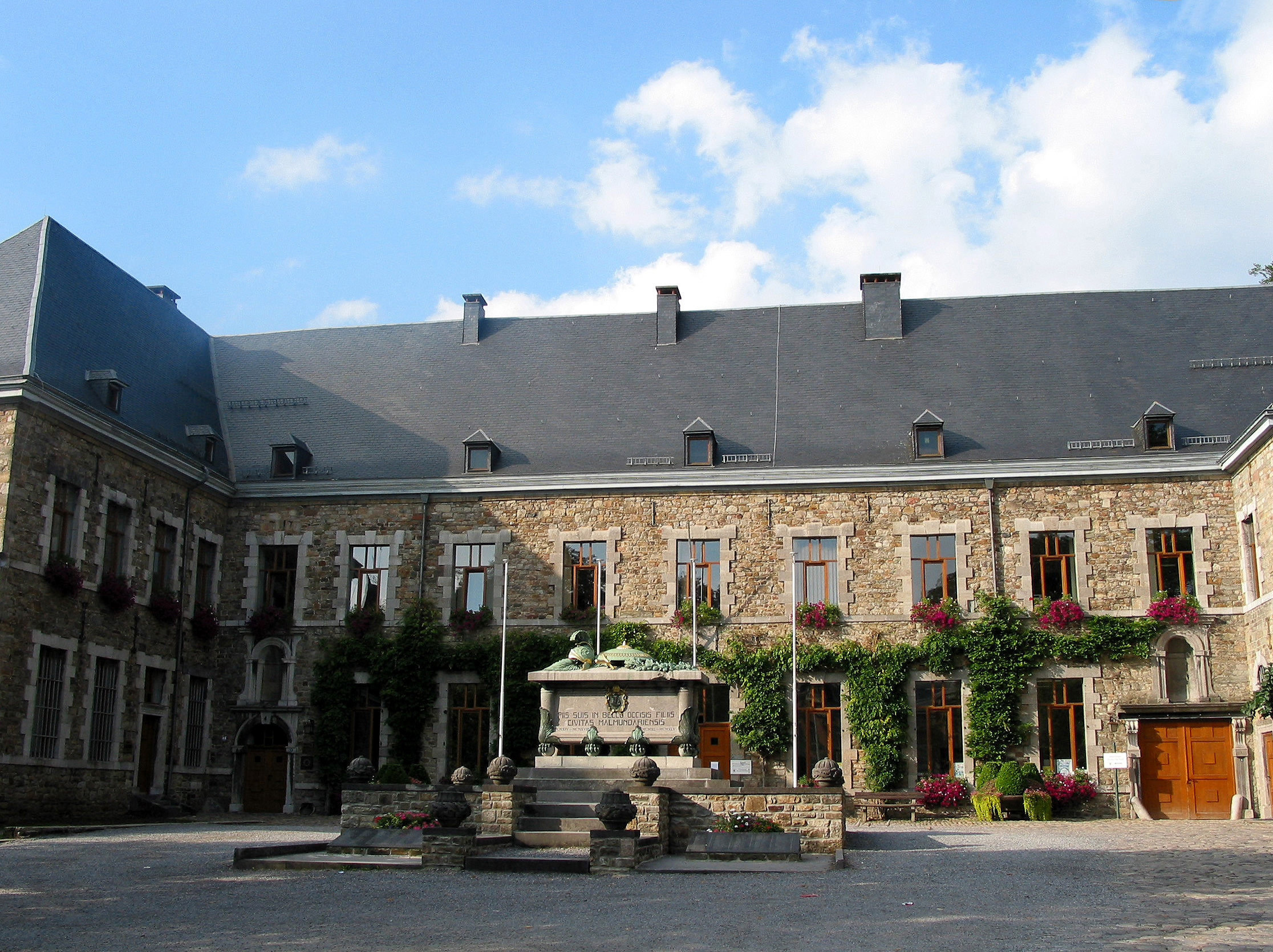
Monument a les víctimes de la Segona guerra mundial

El 1940, l'Alemanya Hitleriana va tornar a annexar la ciutat. Les forces americanes van alliberar-la el mes de setembre del 1944. Va trobar-se al centre de la batalla de les Ardenes a la fi del 1944. El 17 de desembre, la Waffen SS va assassinar 70 soldats americans presoners, esdeveniment conegut com la Massacre de Malmedy. Tot i atacar-la feroçment el 21 de desembre, les forces alemanyes dirigides per Otto Skorzeny no van poder reconquerir la ciutat. En ser un nus ferroviari important va ser bombardejada per a l'aviació americana durant tres dies del 23 al 25 desembre. Gairebé tot el centre històric va ser destruït durant l'ofensiva, 200 civils i un nombre desconegut de soldats americans van morir.
El 1977, Malmedy es fusionà amb Bévercé i Bellevaux-Ligneuville passant així de 6.300 a 10.000 habitants.

## Llocs d'interès
- La catedral dels sants Pere, Pau i Quirí. Antiga església de l'abadia va esdevenir catedral el 1921
- La casa Cavens, antic orfenat, dedicat a diverses funcions culturals
- La capella dels malalts
- La vil·la Lang, actual jutjat de pau
- La casa de la vila
- La casa Villers, una de les úniques cases antigues que va sobreviure als bombardejos del 1944
- El parc natural de les Hautes Fagnes o Hohes Venn